# Třída Khukri
Třída Khukri (jinak též Projekt 25) je třída korvet indického námořnictva. Celkem ji tvoří čtyři jednotky, zařazené do služby v letech 1989–1991. Byly to první raketové korvety postavené indickými loděnicemi. Později byly postaveny další čtyři jednotky vylepšené třídy Kora. Prototypová jednotka Khukri byla ze služby vyřazena roku 2021. V roce 2023 bylo oznámeno, že nejméně jednu původně indickou korvetu získá námořnictvo Vietnamu.

## Stavba
Celkem byly postaveny čtyři jednotky této třídy. Měly být náhradou za korvety ruského Projektu 159 (třída Petya II). První pár byl objednán roku 1983 a druhý roku 1985. Po dvou postavily indické loděnice Mazagon Dock Limited v Bombaji a Garden Reach Shipbuilders & Engineers (GRSE) v Kalkatě. Do služby byly přijaty v letech 1989–1991.
Jednotky třídy Khukri:
| Jméno              | Loděnice     | Založení kýlu | Spuštěna         | Vstup do služby | Status                                   |
| ------------------ | ------------ | ------------- | ---------------- | --------------- | ---------------------------------------- |
| INS Kirpan (P 44)  | Garden Reach | 1985          | 16. srpna 1988   | 12. ledna 1991  | Aktivní.                                 |
| INS Kuthar (P 46)  | Mazagon Dock | 1986          | 15. dubna 1989   | 7. června 1990  | Aktivní.                                 |
| INS Khanjar (P 47) | Garden Reach | 1985          | 16. srpna 1988   | 22. října 1991  | Aktivní.                                 |
| INS Khukri (P 49)  | Mazagon Dock | 1985          | 3. prosince 1986 | 23. srpna 1989  | Vyřazena 23. prosince 2021. Muzejní loď. |

## Konstrukce

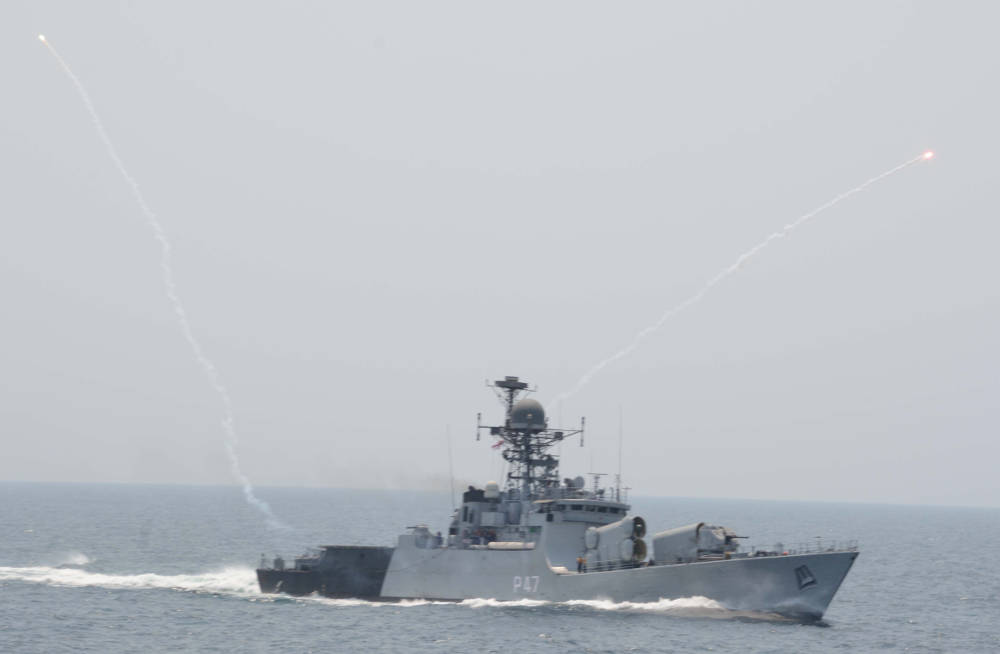
INS Khanjar (P 47) během cvičení

Hlavňovou výzbroj představuje jeden 76mm kanón AK-176 v dělové věži na přídi. Za ní jsou umístěny čtyři vypouštěcí kontejnery protilodních střel P-15 Termit. Protiletadlové řízené střely jsou typu 9K32 Strela-2. Neseno jich je šestnáct kusů. Blízkou obranu zajišťují dva systémy AK-630 s 30mm kanóny. K boji proti ponorkám slouží dva trojhlavňové 324mm torpédomety. Na zádi je přistávací plošina pro jeden vrtulník, chybí však hangár. Pohonný systém tvoří dva diesely SEMT-Pielstick 18PA6 V280 o výkonu 14 400 hp, pohánějící dva lodní šrouby. Nejvyšší rychlost dosahuje 25 uzlů. Dosah je 4000 námořních mil při rychlosti šestnáct uzlů.

## Zahraniční uživatelé
- Vietnam Dne 19. června 2023 ministři obrany Indie a Vietnamu oznámili, že v rámci posilování vztahů obou zemí Indie daruje Vietnamu svou korvetu Kirpan, přičemž je možný i pozdější transfer obou zbývajících korvet této třídy.[3] Je to první přídad, kdy Indie někomu předá válečnou loď této kategorie.[4]